# Coelidia aubei
Coelidia aubei är en insektsart som beskrevs av Victor Antoine Signoret 1858 . Coelidia aubei ingår i släktet Coelidia och familjen dvärgstritar. Inga underarter finns listade i Catalogue of Life.